# Asszociativitás
A matematikában az asszociativitás vagy csoportosíthatóság a kétváltozós (binér/bináris) matematikai műveletek egy tulajdonsága, fontos algebrai azonosság: ha {\displaystyle A} egy tetszőleges halmaz és {\displaystyle *\!:\ A\times A\rightarrow A} egy rajta értelmezett kétváltozós művelet (szokásos jelölés tetszőleges {\displaystyle x,y\in A} elemekre a {\displaystyle *\!(x,y)=c\in A} helyett {\displaystyle x*y=c}); ezt akkor mondjuk asszociatívnak, ha {\displaystyle A} tetszőleges {\displaystyle x,y,z} elemeire teljesül:
{\displaystyle (x*y)*z=x*(y*z)}
Ez a függvény fordított lengyel jelöléssel (RPN — Reverse Polish Notation) így írható:
{\displaystyle x\ y\ z**=y\ z\ x**}
Például a természetes, valós vagy akár a komplex számokon értelmezett szokásos összeadás és szorzás mind asszociatív: {\displaystyle (a+b)+c=a+(b+c)}, szorzás esetében {\displaystyle (a\cdot b)\cdot c=a\cdot (b\cdot c)}. (Itt {\displaystyle a,b,c} mindkét példa esetében tetszőleges természetes, egész, racionális, valós vagy akár komplex szám.) 
Azokat az {\displaystyle (A,*)} matematikai struktúrákat, melyek {\displaystyle *} művelete asszociatív, félcsoportoknak nevezzük.

## Az általánosított asszociativitás tétele
Az asszociativitás fenti követelménye valójában csak speciális esete a következő tulajdonságnak:
Tétel: Ugyanazt jelentik (ekvivalensek) a következő állítások:
- Az A halmazon értelmezett {\displaystyle *} kétváltozós művelet asszociatív;
- Tetszőleges {\displaystyle n} db. (nem feltétlenül különböző) {\displaystyle a_{1},a_{2},\dots ,a_{n}\in A} elemekre az {\displaystyle a_{1}*a_{2}*\dots *a_{n}:=c\in A} műveletsorozat bármilyen szabályos zárójelezéssel ugyanazt a rögzített {\displaystyle c} elemet adja; itt {\displaystyle n\in \mathbb {N} ^{+}}.[2]
- Legyenek {\displaystyle A_{1},A_{2},\dots ,A_{k}} tetszőleges A-beli véges sorozatok, ekkor {\displaystyle \textstyle \prod (A_{1}\vee A_{2}\vee \ldots \vee A_{k})=\textstyle \prod (A_{1})\cdot \textstyle \prod (A_{2})\cdot \ldots \cdot \textstyle \prod (A_{k})}, ahol {\displaystyle \textstyle \prod } a sorozatok A-beli produktumát (elemeinek sorrendben való összeszorzását), míg {\displaystyle \vee } az adott sorrendben való „egyesítésüket” jelöli.

Egységelemes félcsoportban megengedhetjük azt is, hogy a fent említett sorozatok üresek legyenek, azaz nulla tagjuk legyen.
(A fenti állítások igazolása értelemszerűen végzett teljes indukcióval történhet.)

## Asszociativitás és Cayley-tábla: a Light-teszt
Egy művelet asszociativitása a művelettáblájáról (Cayley-tábla) általában nem olvasható le olyan könnyen, mint például a kommutativitás. Az asszociativitás megállapítására át kell alakítani a táblázatot, erre alkalmas az ún. Light-féle eljárás.

## Megjegyzés a halmazműveletek asszociativitásáról
Bár nincs szakkönyv, amely ne tekintené-nevezné a halmazműveleteket asszociatívnak, hiszen formálisan érvényes {\displaystyle (A\cup B)\cup C=A\cup (B\cup C)} (az unió „asszociativitása”) és {\displaystyle (A\cap B)\cap C=A\cap (B\cap C)} is (a metszetképzés „asszociativitása”), meg kell jegyeznünk, hogy az asszociativitás fogalma csak műveletekre van definiálva, a halmazműveletek pedig nem szigorú értelemben vett matematikai műveletek, hiszen műveletet csak valamilyen alaphalmaz felett értelmezhetünk (az összes halmaz halmazáról viszont, aminek a halmazműveletek alaphalmazának kellene lennie, ellentmondásossága miatt nem beszélhetünk). Azok a szakkönyvek, amelyek a halmazműveleteket valamely U halmaz hatványhalmazának elemeire, azaz egy U részhalmazaira szorítkozva definiálják, matematikai szempontból teljesen kifogástalanul járnak el, és ez esetben valóban beszélhetünk a halmazműveletek asszociativitásáról.

## Lásd még
- Kommutativitás
- Disztributivitás